# Coutoubea humilis
Coutoubea humilis là một loài thực vật có hoa trong họ Long đởm. Loài này được Sandwith mô tả khoa học đầu tiên năm 1939.